# Buitinga ruwenzori
Buitinga ruwenzori is een spinnensoort uit de familie trilspinnen (Pholcidae). De soort komt voor in Congo en Oeganda. 